# Xiomara Acevedo
Xiomara Acevedo es una activista del cambio climático colombiana. Como fundadora y directora general de la ONG Barranquilla +20, ha defendido la inclusión de las voces de las mujeres y los jóvenes en la justicia climática.

## Carrera
Acevedo fundó Barranquilla +20 en 2012, y a partir de 2022 es su directora general. Barranquilla +20 es una organización no gubernamental dirigida por jóvenes que se centra en el activismo climático y el ecologismo en su natal Barranquilla y en toda América Latina.
En 2014 cofundó la red El Orinoco se adapta, que utiliza un enfoque de género para abordar y adaptarse al cambio climático en la región natural de la Orinoquía. Un año después,  trabajó para el Fondo Mundial para la Naturaleza en Paraguay. De 2016 a 2019, Acevedo trabajó como experta en cambio climático para la gobernación de Nariño, Colombia, coordinando la política de cambio climático.
En 2021 asistió a la Conferencia de las Naciones Unidas sobre el Cambio Climático (COP26), como parte del grupo de mujeres y género. Defendió la importancia de los derechos de las mujeres para lograr la justicia climática.
Acevedo dirige el proyecto Mujeres por la Justicia Climática (un proyecto de Barranquilla +20), una iniciativa de 2021 que hace hincapié en el liderazgo climático de las mujeres jóvenes de toda Colombia. Barranquilla +20 recibió 50.000 dólares para el proyecto de la Fundación Bill y Melinda Gates ese mismo año.
Forma parte además del comité directivo de la Red Global de Biodiversidad Juvenil y del Comité del Fondo Juvenil del Fondo Global de Acción Climática Juvenil.

## Plano personal
Acevedo es oriunda de Barranquilla, Colombia. Se graduó en la Universidad del Norte, donde se licenció en relaciones internacionales, con especialización en derecho internacional. Asistió a la Frankfurt School of Finance & Management en Alemania, donde estudió finanzas climáticas.